# Falling into Infinity
Falling into Infinity – czwarty studyjny album progresywnometalowego zespołu Dream Theater, wydany w 1997 roku. Jest to ostatnia płyta, na której na instrumentach klawiszowych zagrał Derek Sherinian. Japońskie wydanie zawiera dodatkowo dwa dema utworów Take Away My Pain i Speak to Me.
Duży wpływ na aranżacje utworów miał Desmond Child – kompozytor i producent zatrudniony przez wytwórnię płytową East West Records do współpracy z zespołem. Falling Into Infinity jest „najlżejszym” muzycznie wydawnictwem Dream Theater, przyjętym z rozczarowaniem i konsternacją przez większość ówczesnych fanów zespołu.
Utwór You Not Me na kasecie demo zatytułowany był You Or Me i ledwo przypominał wersję wydaną na albumie. Zespół przerobił warstę muzyczną, a tekst You Or Me został napisany od nowa przez Petrucciego i Childa. Oryginalna wersja demo umieszczona jest na singlu Hollow Years. Z kolei Take Away My Pain dedykowany jest ojcu Johna Petrucciego, który zmarł na raka w 1996 roku. Kompozycja New Millenium był pierwotnie utworem improwizowanym zatytułowanym Caught in Alice's 9-Inch Tool Garden a później Caught in Alice's New Nine-Inch Millennium Tool Garden, granym na koncertach z tekstem utworu Caught in a Web z płyty Awake. Tytuł utworu ma związek z jego inspiracją muzyczną – zespołami Alice in Chains, Nine Inch Nails, Tool i Soundgarden.

## Lista utworów
1. „New Millennium” (muzyka Dream Theater, tekst Portnoy) – 8:20
2. „You Not Me” (Dream Theater, Petrucci/Child) – 4:58
3. „Peruvian Skies” (Dream Theater, Petrucci) – 6:43
4. „Hollow Years” (Dream Theater, Petrucci) – 5:53
5. „Burning My Soul” (Dream Theater, Portnoy) – 5:29
6. „Hell’s Kitchen” (Dream Theater) – 4:16
7. „Lines in the Sand” (Dream Theater, Petrucci) – 12:05
8. „Take Away My Pain” (Dream Theater, Petrucci) – 6:03
9. „Just Let Me Breathe” (Dream Theater, Portnoy) – 5:28
10. „Anna Lee” (Dream Theater, LaBrie) – 5:51
11. „Trial of Tears” (Dream Theater, Myung) – 13:07
  1. „It's Raining”
  2. „Deep in Heaven”
  3. „The Wasteland”

## Twórcy
- James LaBrie – śpiew
- John Myung – gitara basowa
- John Petrucci – gitara elektryczna
- Mike Portnoy – instrumenty perkusyjne
- Derek Sherinian – instrumenty klawiszowe

Gościnnie
- Doug Pinnick (King’s X) – śpiew w utworze Lines in the Sand